# Чен, Юрий Николаевич
Чен — вариант транскрипции китайской фамилии Чэнь.
Юрий Николаевич Чен (16 мая 1943 — 6 марта 2016) — заслуженный тренер УзССР; судья всесоюзной категории по вольной борьбе. Основоположник Вольной борьбы в Андижане и Андижанской области.

## Биография

### Детство и служба на флоте
Родился 16 мая 1943 году в семье репрессированных корейцев в Ташкентской области. Отец Николай Васильевич был земледельцем, а мать Мария Сергеевна Ким работала швеёй.
С детства был подвижным и спортивно сложенным ребенком. Он с детства интересовался спортом. Со школьных лет активно посещал секции бокса и вольной борьбы. В составе практикантов ремесленного училища проходил практику на целине Казахстана трактористом.
Срочную службу служил на Северном флоте. Закончил службу в звании главный старшина. Во время службы не переставал заниматься вольной борьбой; участвовал в армейских соревнованиях, занимая призовые места.

### Тренер и судья
После службы вернулся домой и пошел работать тренером в спорт-школу интернат, где проработал 15 лет. За время работы в спорт-школе воспитал более 300 спортсменов борцов-вольников. 150 учеников удостоились звания Мастер Спорта СССР. 50 учеников стали неоднократными чемпионами Узбекской ССР. Четыре ученика были призерами СССР среди юниоров.

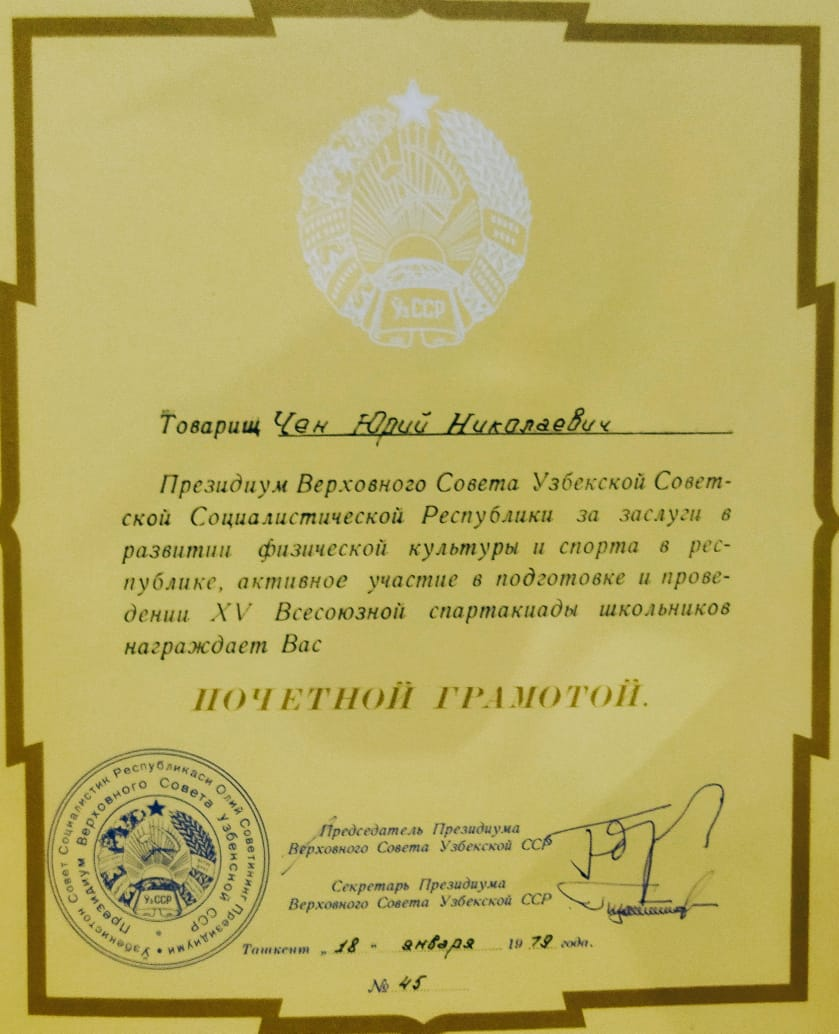
Почётная грамота Президиума Верховного Совета УзССР

В 1979 году Юрий Николаевич Чен был награжден Почетной Грамотой Президиума Верховного Совета УзССР.
В 1980 году был приглашен главным тренером по вольной борьбе в Республиканский Спортивный Комитет города Андижан. Проработал на этом посту 12 лет. Во время своей тренерской деятельности был приглашен в коллегию судей по спорту. Прошел все ступени от судьи первой категории до судьи Всесоюзной категории по вольной борьбе федерации FILA. Был в составе судейской бригады на двух международных турнирах по вольной борьбе. Судил одну встречу на ковре товарищеского матча между борцами СССР и США. Активно работал с сотрудниками МВД общества «Динамо». Возглавлял сборную Андижанской области (Андижанская Область) по рукопашному бою. 10 кратный участник в качестве тренера на Спартакиаде Народов СССР.
Возглавлял управление спортивным комплексом «Ямбол» города Андижан.
В течение 5 лет был Генеральным директором спортивного комплекса «Дружбы Народов» в городе Андижан.
После переезда на постоянное место жительства в Российскую Федерацию, работал тренером по борьбе самбо в СШ № 2 города Протвино.

## Смерть
Скончался 6 марта 2016 года после продолжительной болезни.

## Друзья и коллеги по спорту
Михаил Гаврилович Бекмурзов (род .30 августа 1930, селение Камунта Ирафского района Северной Осетии — Алании) — Заслуженный мастер спорта СССР (1965) и Заслуженный тренер СССР (1984) по вольной борьбе.
Мэлс Фёдорович Ан (род. 1949, Пскент, Ташкентская область) — советский самбист, призёр чемпионатов СССР, чемпион Европы, мастер спорта СССР международного класса. Заслуженный тренер Узбекистана (1982 год). Вице-президент федерации дзюдо Узбекистана.
Мириман Дмитриевич Ким (7 января 1936 — 20 апреля 2015), Андижан, Узбекистан) — советский и узбекистанский тренер по боксу, гандболу, хоккею на траве и женскому футболу. Являлся одним из основателей женского хоккея на траве в СССР. Долгое время являлся главным тренером женской футбольной команды «Андижанка». Заслуженный тренер СССР.
Феликс Фёдорович Пак (род. 1954) — советский боксёр, представитель легчайшей и наилегчайшей весовых категорий. Выступал на всесоюзном уровне в начале 1970-х — середине 1980-х годов, чемпион СССР, победитель и призёр турниров международного значения, участник чемпионата Европы в Галле и чемпионата мира в Белграде. Мастер спорта СССР международного класса (1975). Также известен как тренер по боксу и предприниматель.
Владимир Андреевич Волошин — основоположник самбо в г. Вышний Волочек.
РУБИН ВЛАДИМИР СЕМЕНОВИЧ — зам. директора по спорту в школе интернат спортивного профиля г. Андижан 1975-1990 гг.
Ибрагимов Рузи Курбанович - Заслуженный тренер Узбекистана по Легкой Атлетике. 
Сайфулин Радик Хайдарович — Первый тренер и наставник Двухкратной чемпионки Европы по легкой атлетике. Заслуженного Мастера Спорта СССР Ульмасовой Светланы Викторовны. Ульмасова, Светлана Викторовна